# تلوث كاليفورنيا

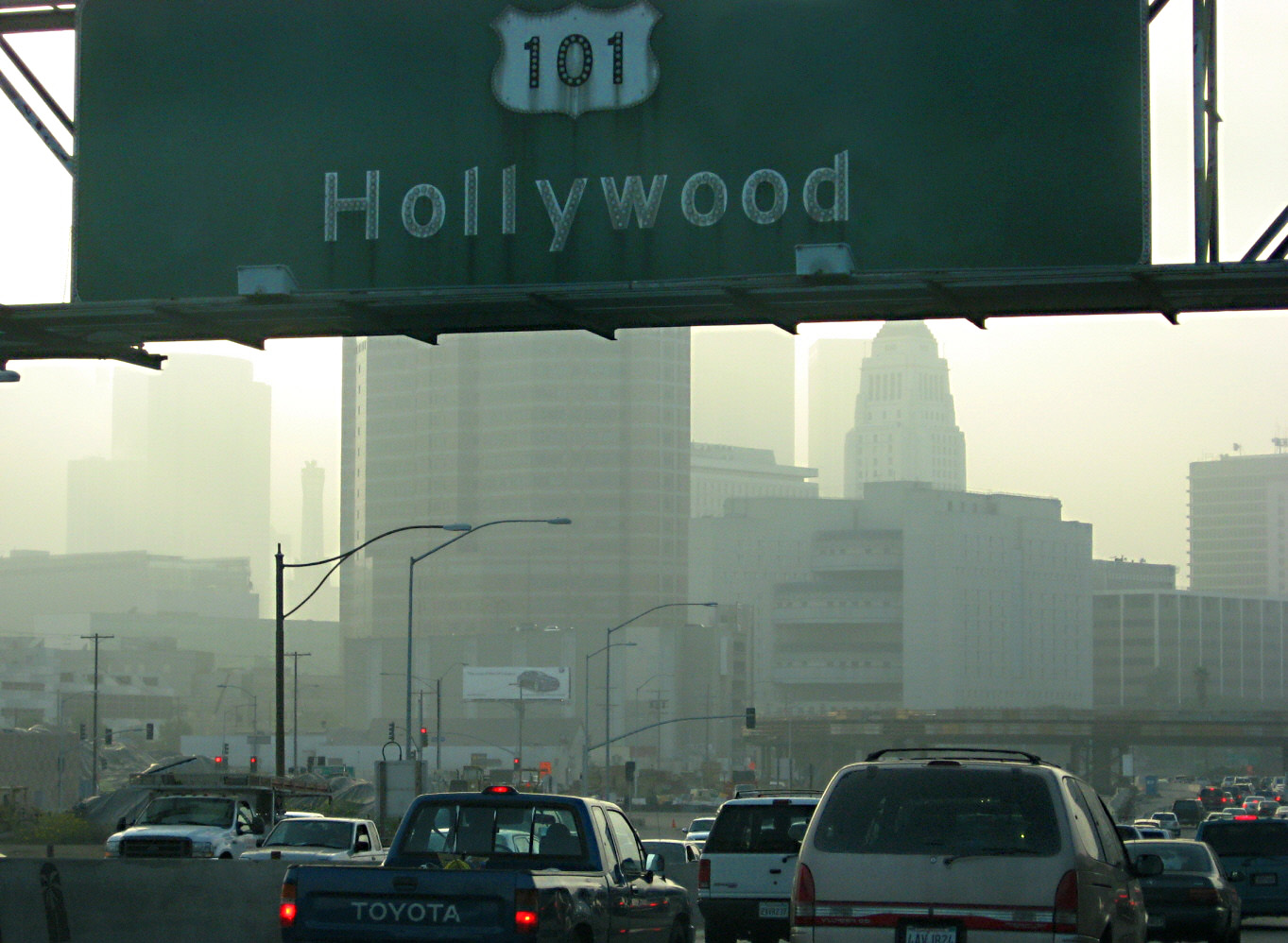
مشهد لمدينة لوس أنجلوس في ولاية كاليفورنيا مغطاة بالضباب الدخاني

يرتبط التلوث في كاليفورنيا بدرجة التلوث في الهواء والماء والأرض في ولاية كاليفورنيا الأمريكية. بشكلٍ عام، يعرف التلوث بأنه إضافة أي مادة من أي نوع (صلبة أو سائلة أو غازية) أو أي شكل من أشكال الطاقة (مثل الحرارة أو الصوت أو النشاط الإشعاعي) إلى البيئة بمعدل أسرع مما يمكن تشتيته أو تخفيفه أو تحلله أو إعادة تدويره أو تخزينه بصورة غير ضارة. ترتبط المستويات غير الصحية الملحوظة لتلوث الهواء في ولاية كاليفورنيا بثلاثة عوامل رئيسية: نشاط أكثر من 39 مليون شخص في الولاية، والتضاريس الجبلية التي تحبس التلوث، والمناخ الدافئ الذي يساعد على تشكيل الأوزن والملوثات الأخرى. بين عامي 2013 و2015، اشتملت قائمة أعلى المدن الأمريكية تركيزًا بالمواد الجسيمية الضارة في الهواء على 8 مدن تقع في ولاية كاليفورنيا، كما اشتملت قائمة أكثر عشر مدن أمريكية تلوثًا بالأوزون على سبع مدن تقع في كاليفورنيا. تشير الدراسات إلى أن الملوثات المنتشرة بكثرة في كاليفورنيا مرتبطة بالعديد من المشاكل الصحية، بما في ذلك الربو وسرطان الرئة ومضاعفات الولادة والوفاة المبكرة. في عام 2016، سجلت مدينة بيكرسفيلد في ولاية كاليفورنيا أعلى مستوى من الملوثات المحمولة جوًا بين المدن الأمريكية قاطبة. 
يعرف قانون المياه النظيفة الفيدرالي تلوث المياه بأنه «ركام عمليات التجريف، والنفايات الصلبة، ومخلفات المواقد، ومياه الصرف الصحي، والقمامة، وحمأة الصرف الصحي، وبقايا الذخيرة، والنفايات الكيميائية، والمواد البيولوجية، والحرارة، والمعدات المحطمة أو المهملة، والصخور، والرمال، وأوساخ المخازن، والنفايات الصناعية والزراعية التي يتم تصريفها في المياه». في عام 2011، أظهرت دراسة أجرتها وكالة حماية البيئة (EPA) أن معايير جودة المياه لم يتم الوفاء بها في 1.6 مليون فدان من أصل 3 مليون فدان من البحيرات والخلجان والأراضي الرطبة ومصبات الأنهار في ولاية كاليفورنيا. يحكم قانون بورتر كولون لمراقبة جودة المياه تنظيم جودة المياه في ولاية كاليفورنيا.

## تاريخ
في عام 1943، واجه سكان كاليفورنيا حالة جديدة من نوبات تهيج العيون وحرق الرئتين والغثيان التي يسببها الضباب الدخاني الأمر الذي دفع الناس إلى السير في شوارع المدينة مرتدين أقنعة للحماية من الهواء الكثيف. بدءًا من عام 1967، تعاونت مجموعة من السياسيين والقادة في كاليفورنيا لتوحيد الجهود على مستوى الولاية للتصدي للتلوث الشديد للهواء، ما تمخض عن وضع قانون مالفورد كارول للموارد الجوية، الذي شكل مجلس الموارد الجوية في كاليفورنيا (CARB). في نفس العام، سُنّ قانون جودة الهواء الفيدرالي لعام 1967 الذي سمح لولاية كاليفورنيا بوضع قواعد قواعد وقوانين أكثر صرامة لجودة الهواء نظرًا لظروفها الفريدة من حيث الجغرافيا والطقس وتزايد عدد السكان. على الرغم من التقدم الهائل في مختلف المجالات، يستمر تلوث الهواء في الولايات المتحدة الأمريكية على وجه العموم، وولاية كاليفورنيا على وجه الخصوص، بالإضرار بصحة الناس والبيئة. بموجب قانون الهواء النظيف (الولايات المتحدة) لعام 1970، تعمل وكالة حماية البيئة مع حكومات الولايات والحكومات المحلية والوكالات الفيدرالية على الحد من تلوث الهواء ومن الأضرار التي يسببها. عُدل القانون مرتين، في عام 1977 وعام 1990، لوضع معايير الانبعاثات التي تتطلب اتخاذ أقصى التدابير للحد من ملوثات الهواء الخطرة. 
يواصل مجلس الموارد الجوية في ولاية كاليفورنيا (CARB) العمل مع الحكومات المحلية وقطاع الأعمال والجمهور لمعالجة مشاكل جودة الهواء في كاليفورنيا. في العقد الماضي، أصبحت كاليفورنيا رائدة على مستوى العالم في مجال تغيير المناخ من خلال إبرام اتفاقيات مع عدة دول وربط برامج التجارة والحد من الانبعاثات مع مقاطعة كيبيك الكندية. أُنشئت العديد من البرامج الهادفة لتقليل انبعاثات غازات الاحتباس الحراري بما في ذلك برامج تفويض ولاية كاليفونيا الخاص بالمركبات ذات الانبعاثات الصفرية، التي من المخطط لها أن تنظف قطاع النقل في الولاية وأن تضيف حوالي 1.5 مليون مركبة تعمل بخلايا وقود الهيدروجين إلى الطرقات بحلول عام 2025. سمح برنامج التجارة والحد من الانبعاثات باستثمار مليارات الدولارات في عمليات الحد من غازات الاحتباس الحراري في المدن في جميع أنحاء ولاية كاليفورنيا. اتخذت كاليفورنيا العديد من الإجراءات المهمة لتقليل التلوث، ومع ذلك، تظل الولاية متخلفة عن بقية الولايات الأمريكية، فعوامل تزايد عدد السكان ووفرة السيارات وحالة الطقس المشمسة مستمرة بتعزيز بيئة صديقة للتلوث. 

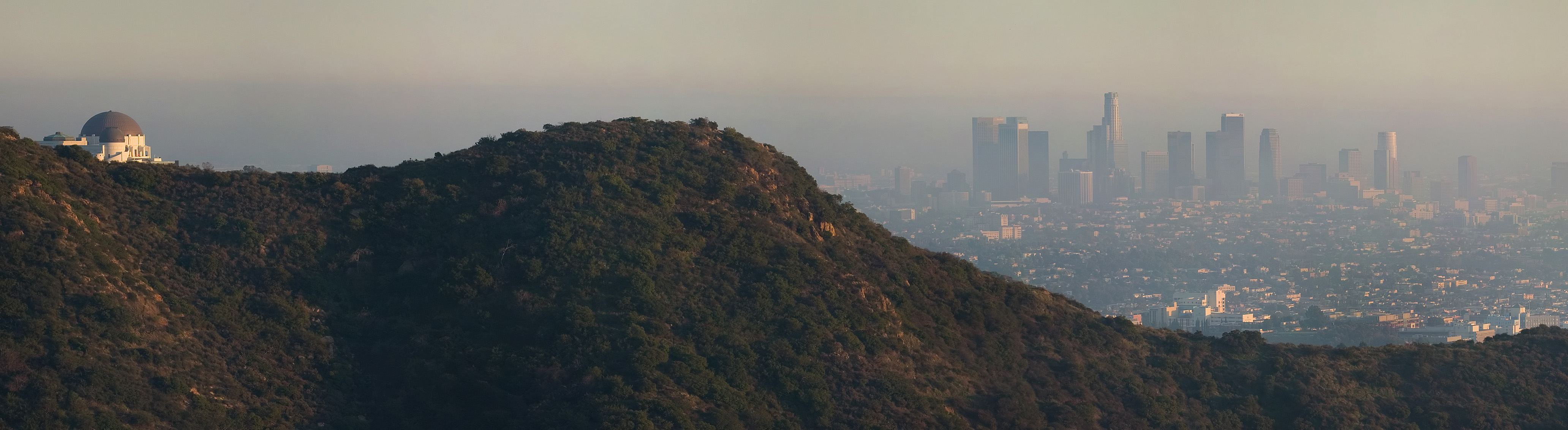
مشهد نحو أسفل تلال هوليوود، يظهر فيه مرصد جريفيث على التل في يسار الصورة، ويظهر في الصورة تلوث الهواء واضحًا في مدينة لوس أنجلوس في وقت متأخر من فترة بعد الظهر.

## تلوث الهواء
وفقًا لتقرير «حالة الهواء لعام 2017» الصادر مؤخرًا عن جمعية الرئة الأمريكية، تعد كاليفورنيا ولاية رائدة في تلوث الهواء مقارنة مع الولايات الأمريكية الأخرى، إذ تتمتع بأعلى مستويات للأوزن في هوائها. كانت المدن الثلاث الأولى التي سجلت أعلى مستويات أوزون (ضباب دخاني) في هوائها في الولايات المتحدة هي لوس أنجلوس لونج بيتش وبيكرسفيلد وفريسنو ماديرا. تعد مدينة ساليناس في مقاطعة مونتيري المدينة الوحيدة في ولاية كاليفورنيا التي لا تسجل أي أيام ذات جودة هواء غير صحية. في حين أن جودة الهواء في كاليفورنيا أفضل بشكل ملحوظ في الجزء الشمالي منها، إلا أن 90% من سكان الولاية يعيشون في مقاطعات هواؤها غير صحي.

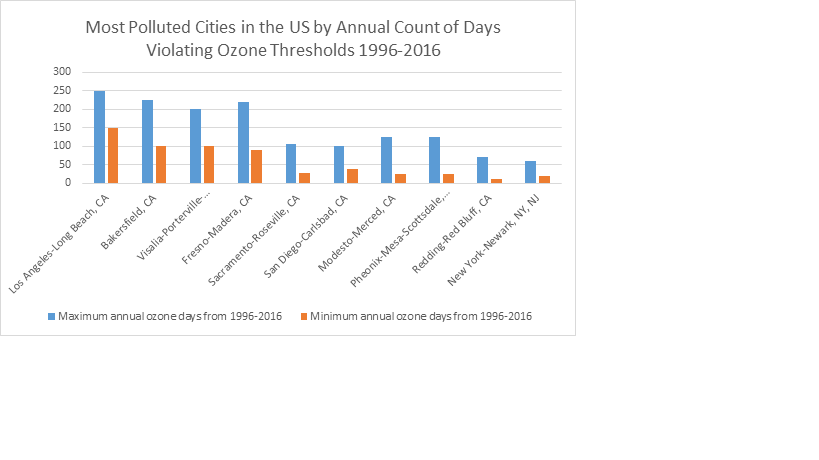
رسم بياني للمدن العشرة الأكثر تلوثًا في الولايات المتحدة الأمريكية

### تلوث الهواء في لوس أنجلوس
تحسنت حالة الهواء في لوس أنجلوس مع أن المدينة لا تزال تعاني من أسوأ مستويات لتلوث الهواء بغاز الأوزون. يبلغ عدد سكان منطقة لوس أنجلوس ما يقارب 10 مليون نسمة، وتعد بمثابة حوض كبير يحدها المحيط الهادئ من الغرب والعديد من سلاسل الجبال التي يبلغ ارتفاعها 11000 قدم (3400 متر) إلى الشرق والجنوب، وهي معرضة بشكل خاص لمستويات عالية من الأوزون. تعد محركات الديزل والموانئ والسيارات والصناعات المصادر الرئيسية لتلوث الهواء في لوس أنجلوس. تساهم الأيام المشمسة المتكررة وانخفاض معدل هطول الأمطار فضلًا عن المستويات العالية من الجسيمات الدقيقة والغبار في تكوين غاز الأوزون السام. يمكن الاطلاع على العلاقة القوية التي تربط مؤشر جودة الهواء (AQI) بمستويات غاز الأوزون السام في خرائط تلوث الهواء. 
يتشكل الضباب الدخاني عندما يتحد الدخان والضباب، وعندما تتفاعل الملوثات الأولية، التي تنبعث عادة من المركبات، مع الأشعة فوق البنفسجة لتكوين ملوثات ثانوية. عندما تتحد الملوثات الأولية مع الملوثات الثانوية، فإنها تشكل ضبابًا كثيفًا يمكن رؤيته يحوم فوق المدينة. يحمي الأوزون البيئة من الأشعة فوق البنفسجية القوية، إلّا أن زيادته المفرطة يمكن أن تكون ضارة للغاية بصحة البشر والحياة البرية. تقع المدينة في حوض بين الجبال، وتتعرض لرياح عارمة قادمة من المحيط الهادئ، ما يحبس الأوزون والضباب الدخاني والجسيمات السامة الأخرى وسط لوس أنجلوس بدون مهرب. تعتبر الظروف الجوية الراكدة نموذجية إلى حد ما بالنسبة لجو لوس أنجلوس بسبب الانقلاب الجوي المتكرر (الذي يحمل العديد من الملوثات داخل المدينة على شكل «قبة تلوث»). يؤدي تأثير «قبة التلوث» إلى زيادة تركيز غازات الاحتباس الحراري كالميثان وثاني أكسيد الكربون. أظهر الباحثون أن زيادة مستويات ثاني أكسيد الكربون في «القبة» هو واحد من أكبر الزيادات على مستوى العالم ويمكن ملاحظته بسهولة من خلال الأقمار الصناعية.